# 2006년 이탈리아 총선
2006년 이탈리아 총선은 이탈리아 하원의원 635명과 상원의원 315명을 선출하기 위해 2006년 4월 9일부터 10일까지 진행됐다. 총 유권자 중 84%가 투표에 참여한 가운데, 좌파 진영을 대표하는 연합의 로마노 프로디가 우파 진영을 대표하는 자유의 집의 실비오 베를루스코니를 단 0.07%p 차로 꺾고 정권을 쥐게 됐다.
2001년 총선에서 북부동맹을 선거연합에 흡수해 정권을 쥐게 된 베를루스코니는 우파 진영의 화합과 자신이 가진 미디어 권력을 통해 5년 동안 국정을 안정적으로 운영했다. 그러나 이 기간 동안 이탈리아 경제 성장률은 0%대를 기록하며 불황을 이어갔으며, 총리 자신을 비롯한 부패 스캔들이 끊이지 않았다. 따라서 베를루스코니에 맞서기 위해 좌파 진영은 EU 집행위원장에서 물러난 프로디를 옹립해 연합이라는 선거연합을 구성했다. 이에 위기감을 느낀 베를루스코니 중심의 우파 진영은 한 표라도 더 얻은 선거연합이 전체 의석의 55%를 자동으로 가지는 선거법을, 좌파 진영의 반발에도 불구하고 통과했다. 그럼에도 선거 과정 내내 좌파 진영은 여론조사에서 우파 진영을 크게 앞서고 있었다.
그러나 선거 결과는 애초 예상과 달리 연합이 자유의 집을 불과 0.07%p 차로 앞서는 것에 불과했다. 이 같은 결과에, 프로디가 비록 승리를 선언했지만, 베를루스코니는 재개표를 요구하며 총리직을 버텼다. 마침내 이탈리아 대법원이 선거 결과가 유효하다고 발표하면서 프로디가 총리에 취임하게 됐다.